# Льодовиковий період 4: Континентальний дрейф
«Льодовиковий період 4: Континентальний дрейф» (англ. Ice Age 4: Continental Drift) — мультфільм 2012 року у форматі 3D. Продовження анімації про пригоди трьох доісторичних друзів і невгамовного Скрета. Попередній мультфільм — «Льодовиковий період 3: Ера динозаврів» вийшов у 2009. В липні 2016 року планується вихід на екрани наступній частині мультсеріалу — «Льодовиковий період 5: Зіткнення неминуче».

## Сюжет
Після пригод під землею минуло сім років. Дочка мамонтів Менні та Еллі на ім'я Персик виросла. Вона зітхає за молодим мамонтом Ітаном; її батько Менні не схвалює захоплення дочки, постійно намагаючись захистити її від небезпек навколишнього світу, і через це вони сваряться. Сама Персик подобається подібному кроту Луїсу, хоча вважає його лише своїм другом; кріт ревнує її до Ітану. Лінивець Сід з волі випадку зустрічається зі своєю сім'єю — групою лінивців, яка, залишивши з ним його набридливу бабусю і таким чином позбавившись її, поспішно залишає Сіда..В результаті дрейфу континентів, викликаного черговою спробою Скрата сховати свій незмінний жолудь, велика тріщина в землі відокремлює Менні, шаблезубого тигра Дієго, Сіда та його бабусю від решти населення континенту (у тому числі сім'ї мамонта), і головні герої впливають на льодів океан.Менні встигає крикнути Еллі та Персик, щоб вони прямували до земляного мосту, куди мамонт та його супутники намагатимуться повернутися. Мамонти, що залишилися на континенті, разом з іншими тваринами прямують до мосту. Менні, Сід з бабулею і Дієго, що відпливають на крижині все далі від континенту, переживають шторм, після чого потрапляють у полон на піратський корабель-айсберг, очолюваний капітаном - гігантопітеком на ім'я Гатт. Капітан хоче зробити героїв своїми помічниками, проте герої не погоджуються, після чого хитрістю звільняються, зруйнувавши корабель піратів і спливши на крижині. Також вони рятують із води старшого помічника капітана піратів — шаблезубу тигрицю Ширу.Героям вдається знайти незнайомий острів та причалити до нього. Незабаром виявляється, що цей острів — розворотна бухта, а значить, наприкінці фільму це шлях додому. Цей острів знаходять пірати, але обидві групи спочатку не підозрюють про присутність один одного. Шира, потрапивши на острів, намагається втекти від головних героїв, але її затримує Дієго. Після цього головні герої дізнаються, що пірати знаходяться на острові та будують новий корабель, взявши для цього інший айсберг.Друзі вирішують захопити корабель, використовуючи для цього допомогу маленьких даманів — жителів острова, чиїх родичів поневолив злісний Гатт. Шира виривається з полону і, діставшись піратів, попереджає їх про присутність на острові колишніх бранців. Головним героям вдається відволікти піратів та потрапити на порожній корабель. В останні моменти Шира, в душу якої Дієго заронив сумнів у необхідності зберігати вірність зграї піратів, переходить на бік головних героїв і успішно перешкоджає капітану Гатту, який намагається потрапити на корабель, що з ними поплив.При цьому Шира не встигає потрапити на корабель і залишається з піратами. Розлючений Гатт відколює велику крижину, яка стає третім за рахунком кораблем піратів.Дієго, що пливе кораблем, усвідомлює, що закохався в Ширу. Герої насилу рятуються від сирен — страшних рибоподібних чудовиськ, які приманюють мандрівників за допомогою зображення особин протилежної статі для кожного з них. Тим часом тварини, що залишилися на континенті і дісталися земляного мосту, бачать, що міст зруйнований, і руйнування продовжуються, загрожуючи досягти мандрівників.Менні, Сіду, Дієго та бабусі на кораблі також вдається досягти континенту. Там вони виявляють Персика та Еллі, взятих у полон піратами (які встигли випередити героїв). Менні хоче, щоб капітан Гатт звільнив мамонтів, взявши замість нього. Однак Гатт не відпускає їх навіть після того, як мамонт переходить з айсберга на піратську крижину. Капітана Гатта затримує кріт Луїс, який має на меті врятувати мамонтиху Персик. Після цього починається битва між піратами і головними героями, в якій значну роль відіграє Дітка - величезний кит, який раніше підгодовується бабулею і здавався іншим героям плодом її уяви.Коли Персик звільняє матір, і вони з Менні йдуть на корабель, Гатт затримує його. В результаті руйнування уламків крижини разом з Гаттом і Менні відламується і відкидає їх від інших. У вирішальній битві між ними Менні ударом дерева відкидає Гатта в океан і сам мало не туди не падає, але його рятує Дітка. Вона його привозить до решти тварин. Усвідомивши, що їх удома більше немає, герої пливуть на крижині і незабаром причалюють до Розворотної бухти, де й залишаються.Розлучені друзі раді знову зустрітися. Менні нарешті усвідомлює, що його дочка вже виросла, і дозволяє їй гуляти допізна з Луїсом та Ітаном, які миряться між собою. Капітан Гатт стає їжею сирен. Дієго і Шира стають парою, а Сід знаходить бабусі вставну щелепу, щоб тим самим позбавити себе необхідності пережовувати для неї їжу.Крисобіл Скрат також є героєм мультфільму. Він та його жолудь, що долетіли до ядра Землі, стають причиною дрейфу континентів. Повернувшись на поверхню, Скрат опиняється на маленькій крижині. Побачивши на горизонті острівець, щурець добирається до нього, після чого бачить на дні океану жолудь. Діставшись до жолуду, Скрат виявляє на звороті карту, що веде до достатку жолудів, що зацікавлює героя.До кінця фільму Скрат добирається до Скратлантиди, яка насправді рясніє жолудами та іншими щурцями, набагато розумнішими — зайнятими наукою та мистецтвом, а також тими, хто вміє говорити. Але Скрат не може подолати спокусу і зрушує з місця найбільший жолудь. Група островів йде під воду, а Скрат опиняється посеред сухої пустелі, яка стала Долиною Смерті, ні з чим. Його криком закінчується фільм.

## Ролі озвучували
- Рей Романо — Менні
- Джон Легуізамо — Сід
- Деніс Лірі — Дієго
- Квін Латіфа — Еллі
- Шон Вільям Скотт — Креш
- Джош Пек — Едді
- Кріс Ведж — Скрет
- Карен Дішер — Скретті
- Кеке Палмер — Персик
- Дженніфер Лопес — Шира
- Пітер Дінклейдж — капітан Гатт
- Ванда Сайкс — Бабця
- Джош Гед — Луїс
- Drake — Ітан
- Азіз Ансарі — Сквінт
- Нікі Мінаж — Стеффі
- Нік Фрост — Флін
- Алєн Шаба — Сайлес
- Кунал Найар — Гупта
- Ребел Вілсон — Рез
- Патрік Стюарт — Аріскретл

## Український дубляж
- Дмитро Вікулов — Менні
- Павло Скороходько — Сід, Едді
- Василь Мазур — капітан Гад
- Євген Пашин — Дієго
- Анастасія Жарнікова-Зіновенко — Персик
- Ірина Дорошенко — Бабця
- Лариса Руснак — Еллі
- Юлія Перенчук — Шіра
- Андрій Соболєв — Луїс
- Олександр Пономаренко — Рас
- Максим Пономарчук — Сквінт
- Станіслав Туловський — Ітан
- Сергій Солопай — Флінн
- Володимир Канівець — Гупта, Креш
- Костянтин Лінартович — Сілас
- Іліана Юрченко — Евніче
- Дмитро Лінартович — Дядько Фангус
- Тетяна Зінченко — Стефі
- Валерія Туловська — Кеті

Фільм дубльовано творчим колективом «Постмодерн» на замовлення компанії «Ukrainian Film Distribution» у 2012 році.
- Переклад, укладка тексту та пісні — Надії Бойван
- Режисер дубляжу — Констянтин Лінартович
- Музичний керівник — Лідія Сахарова
- Звукорежисер — Максим Пономарчук
- Менеджер проєкту — Ірина Туловська
- Диктор — Андрій Мостренко